# Bledius breretoni
Bledius breretoni är en skalbaggsart som beskrevs av Hatch 1957. Bledius breretoni ingår i släktet Bledius och familjen kortvingar. Inga underarter finns listade i Catalogue of Life.